# Navalha de barbear
Uma navalha de barbear aberta.
A navalha de barbear é um instrumento cortante específico, utilizado para barbear e cortar o cabelo. Possui um corte muito eficiente e tal como outros géneros de navalha, dispõe de um cabo com uma fenda longitudinal em que se pode resguardar a lâmina.
No "Vocabulario Portuguez e Latino" (1712 - 1728), o verbete de navalha indica: "toda a faca que se dobra"; "instrumento de barbeiro com que depois de amolado e afiado se rapa a barba e cabelo".

## História
Conhecidas em Inglaterra como "straight razor", "open razor" ou "cut-throat razor" (literalmente "navalha reta", "navalha aberta" e "navalha de cortar a garganta"), o primeiro modelo foi fabricado na capital do aço, a cidade de Sheffield, no ano de 1680.
A partir de 1740 foi introduzida uma nova fórmula para produção de aço por Benjamin Huntsman. Este também forjou navalhas completas com cabos decorados e lâminas ocas feitas de aço fundido, usando o processo por ele inventado. Devido à resistência dos produtores locais de Sheffield em usar o seu aço, que tinha maior dureza, Huntsman vendeu-o aos franceses. Estes produtores locais só o passaram a utilizar após notarem o seu sucesso em França.
Só a partir do final do século XIX começou a decrescer a produção deste tipo de navalhas com a apresentação por King Camp Gillette, em 1880,  das máquinas de barbear (barbeadores) com lâminas de segurança e descartáveis.
As máquinas de barbear elétricas foram patenteadas em 1900 nos Estados Unidos, mas só a partir de 1931 apareceram os primeiros modelos no mercado pela mão de Jacob Schick, ganhando a preferência dos consumidores principalmente a partir da década de 1950.
Hoje em dia, devido às relevantes preocupações de higiene e saúde pública, a navalha de barbear clássica (de lâmina fixa) é considerada um objeto pessoal e na barbearia ou cabeleireiro é preferido utilizar-se a navalha de barbear com lâminas descartáveis (também denominada navalhete no Brasil).  

## Geometria e tamanhos
Devido à sua origem inglesa, as medidas estão discriminadas em oitavos de polegada, mensurado da espinha (parte superior) à lâmina de corte (gume), equivalente à "altura" da lâmina.  São as mais usuais:
- 4/8 (0.5 polegadas) = 12,7 mm
- 5/8 (0.625 polegadas) = 15,875 mm
- 7/8 (0.875 polegadas) = 22,225 mm

Tipicamente, uma navalha tem cabo de vinte centímetros, abrigando uma lâmina de um único gume, com cerca de dois centímetros a menos que o cabo. O navalhete é um instrumento similar, e tem como principal diferença utilizar apenas lâminas descartáveis.   

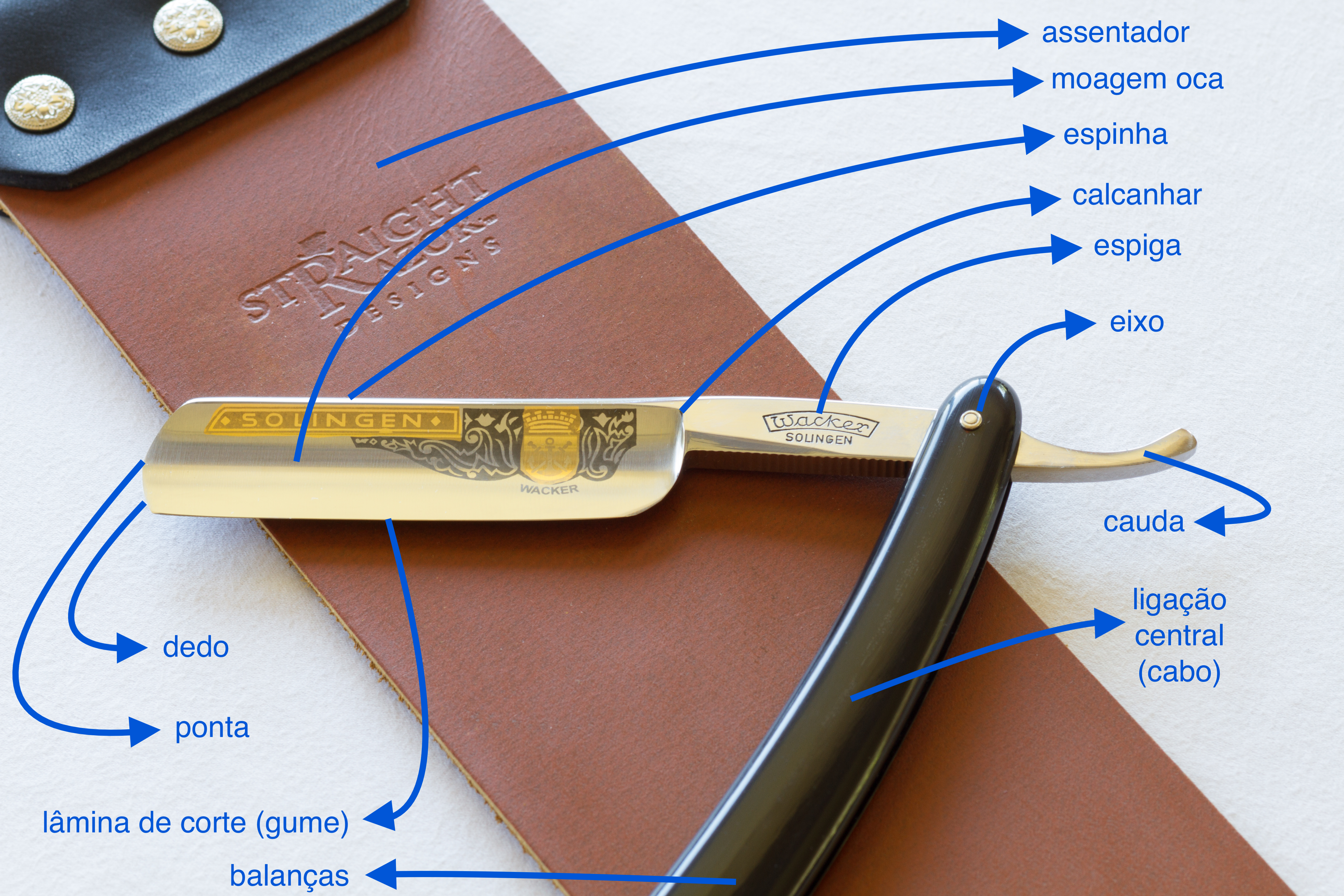
Partes da navalha de barbear

O assentador é uma superfície de couro e serve para remover detritos, oxidação e, principalmente, alinhar os dentes microscópicos da lâmina de corte (gume, fio da lâmina), que com o uso se podem desalinhar, dobrar e desgastar. Ao ato deste procedimento chama-se "assentar a navalha". 

## A navalha como arma
No Brasil, até meados do século XX, a navalha de barbear esteve associada às maltas, grupos de capoeiristas, que a utilizavam como arma, posicionada entre os dedos dos pés ou presa a um cordão. Esta técnica ficou conhecida como navalha voadora.

### Na ficção

#### Dexter
A navalha de barbear aparece em diversos filmes e séries de televisão, como é o caso de Dexter. Neste, a navalha de barbear é a arma utilizada pelo mais temido assassino, "The Trinity Killer". Já em Dexter: New Blood o filho do personagem principal Dexter Morgan, que se chama Harrison, também adota a navalha de barbear como arma, e no caso exatamente o mesmo modelo do Trinity Killer.